# Villa romana de la Torrecilla
La villa romana de La Torrecilla es un yacimiento arqueológico cuya ocupación esta datada desde el Paleolítico Inferior hasta la Edad Media, con un periodo destacado como villa en época romana. Se encuentra  ubicado en el margen derecho del río Manzanares, próximo a la zona de La Aldehuela y a la carretera M-301. Administrativamente, forma parte de la pedanía de Perales del Río, situada en el municipio de Getafe. Parte de esta finca en época visigoda, se transformó en la necrópolis de El Jardinillo.   
Reconociendo su valor histórico, en 2024 se inició el proceso para declararlo Bien de Interés Cultural en la categoría de Zona Arqueológica de la Comunidad de Madrid. 

## Ubicación geográfica
El asentamiento de la villa romana de la La Torrecilla se ubicó en un entorno geográfico privilegiado, favorecido por un suelo muy fértil que permitió un gran desarrollo tanto de la agricultura como de la ganadería.  Además, su proximidad tanto a la zona de Arroyo Culebro como a la Cañada Galiana facilitó su integración y presencia en redes comerciales y ganaderas. 

## Historia
A pesar de que no se conoce la fecha precisa de su creación, el asentamiento de La Torrecilla ha sido habitado desde épocas antiguas. En el Paleolítico Inferior y Medio, agrupaciones de cazadores-recolectores se asentaron en la región, y su presencia persistió durante la Edad del Bronce y la Edad del Hierro, periodo en el que la agricultura y la ganadería se transformaron en las actividades más habituales. 
La villa romana de La Torrecilla alcanzó su máximo esplendor durante el periodo romano (siglos I a. C. - V d. C.), especialmente entre los siglos I y III d. C., cuando se consolidó como una villa agrícola con edificaciones de piedra, pavimentos de opus signinum y elementos decorativos que sugieren un alto nivel de riqueza. Fue un asentamiento rural de carácter estable, que se cree que pudo haber sido propiedad de un miembro de la aristocracia romana, quién poseía las mejores tierras. 
A través de los restos óseos hallados, se conoce que la economía de la villa se sustentaba principalmente en la agricultura y la ganadería. Se cultivaban cereales y existían huertos, mientras que la ganadería abarcaba especies como ovejas, cabras, vacas y caballos. 
Sin embargo, a partir del siglo IV d. C., la villa comenzó a decaer, transformándose en un asentamiento mucho más rudimentario, donde las antiguas estructuras fueron reutilizadas como silos o zonas destinadas al almacenamiento. Aun así, la ocupación continuó de manera ininterrumpida entre los siglos III y VII d. C. 
En sus alrededores, se excavó una fosa de incineración con un depósito votivo y un horno, lo que sugiere en su historia que hubo un cambio en las prácticas funerarias. Además, la presencia de monedas de época bajo imperial, indica que la actividad económica continuó hasta finales del dominio romano. 
Durante la etapa visigoda, la villa de La Torrecilla fue parcialmente reutilizada, y en sus cercanías se estableció la necrópolis visigoda de El Jardinillo. Tras la llegada de los árabes y en el siglo IX la llegada de los repobladores cristianos, se produjo un desplazamiento parcial del asentamiento de 300 metros. Es aquí cuando se da inicio al espacio conocido como la “Torrecilla de Aben Crespín" o la “Torre de Aben Crespín". 
En la Edad Media, la zona estuvo más asociada al ganado y obtuvo una nueva función como manantial, de acuerdo con documentos que se remontan a 1239 y 1453. En esta época, se encuentra la primera mención al topónimo "La Torrecilla de Aben (Ibn) Crispín", el cual se cita en un documento de Fernando III el Santo de 1239, donde se especifica como un abrevadero para el ganado de Madrid. En 1453, una sentencia estableció el lugar, ya despoblado, como zona de pasto comunitario. 

## Cronología de las intervenciones arqueológicas
El yacimiento arqueológico de villa romana de La Torrecilla fue descubierto en 1979 y excavado entre 1980 y 1987, con una pausa en las labores de prospección, hasta su reactivación en 2016. Se estima que, en un principio, su extensión original oscilaba entre 1.600 y 2.000 m². 
En 1980 se llevó a cabo la primera excavación y los primeros hallazgos confirmaron que en ese sitio hubo una construcción de considerable complejidad. En ella, se excavó una superficie de cinco hectáreas, donde encontraron tanto restos de muros como materiales de construcción, incluidas tejas curvas pertenecientes a la villa romana. 
Ante estos primeros hallazgos, la excavación cambió su enfoque y se centró en un socavón. En este punto, se identificaron varias estructuras arquitectónicas, incluyendo un muro principal. Además, se obtuvo una estratigrafía detallada, formada por tierra vegetal, humus con restos óseos y cerámicos, fragmentos de tejas de la cubierta derrumbada y una superficie formada por estucos y piedras.
En 1981 se llevó a cabo la segunda campaña de excavación. En ella, se amplió el perímetro de la primera exploración y se descubrió una gran sala rectangular con un ábside semicircular, decorada con estucos de colores y un suelo de opus signinum. También se encontraron restos de un arco caído y tres habitaciones cuadradas junto a la sala, delimitadas por un muro de unos 17 metros. En la zona sur se encontraron más restos del ábside y tejas caídas. 
En 1983 se amplió la excavación para comprender mejor la estructura del conjunto arquitectónico. Se trabajó en la zona sur para definir el espacio del gran muro central y en el área del ábside, donde se identificaron las fases del colapso. Se encontraron restos de estucos decorativos y clavos. También se halló una posible base de balcón y nuevas habitaciones en el ala este, todas con restos de derrumbe. 
La campaña de 1987 estuvo marcada por la falta de financiamiento y recursos, lo que llevó a la decisión de finalizar los trabajos de campo. A pesar de ello, se excavó en la zona este para estudiar el patio y sus estructuras cercanas. Se descubrió una conexión entre dos habitaciones y tres nuevas estancias, donde se identificaron pilares que posiblemente delimitaban una alcoba. Además, se logró definir mejor el atrio y se confirmó que el edificio sufrió varias modificaciones durante su periodo de ocupación. 
Todas estas campañas de excavación fueron llevadas a cabo por el Departamento de Prehistoria y Arqueología de la Universidad Autónoma de Madrid, contando con la  ayuda de tanto profesores doctorados, así como también de alumnos y licenciados. 
En 2016, la empresa Arquex realizó una nueva prospección en el yacimiento. Se utilizó una tecnología avanzada, para analizar una superficie mayor que la explorada anteriormente. Los resultados revelaron que la construcción era mucho más extensa de lo que se pensaba. Esta pasó de 1.600 a 4.200 m² y se conoció que contaba con nuevos habitáculos, como un patio interior único y la posible existencia de una villa de doble peristilo, algo poco común fuera de la ciudad de Roma. 
Tras la investigación, la excavación fue cubierta nuevamente para su protección. En 2022, se recuperó una pila de granito desaparecida durante 14 años, que se encuentra bajo la custodia del Ayuntamiento de Getafe. 

## Fases constructivas
Las excavaciones realizadas por especialistas han permitido identificar un total de tres fases constructivas: 
- Fase I: Es denominada también la fase de los suelos blancos, debido al tipo de pavimento hallado. En ella, se encuentra una villa datada de la época del Alto Imperio y de estilo mediterráneo. La construcción comprende una entrada que se encuentra frente a una pequeña edificación, probablemente una fuente decorativa, y sus espacios están organizados alrededor de un jardín rodeado por columnas. [3]
- Fase II: Se denomina también la etapa de los suelos rojos y tiene lugar entre los siglos IV y V. Se trata de una villa con espacios revestidos con pavimentos de opus signinum y paredes con decoraciones realizadas con pinturas en relieve. Se edificó sobre parte de la villa de la fase anterior y experimentó cambios, incluyendo la creación de una sala con ábside que funcionaba como sala de juntas. [4]
- Fase II:  Conocida también como la fase de los suelos negros. Fue la última etapa constructiva de la Torrecilla, que coincide con el inicio de su abandono en torno al siglo IV-V. La villa deja de ser una residencia noble y se transforma en un espacio con un uso más funerario. Destaca la presencia de hoyos destinados al almacenamiento de productos. [3]

## Cultura material
Los hallazgos arqueológicos de villa romana de La Torrecilla evidencian una ocupación constante que se extiende desde la era Paleolítica hasta etapas históricas. Los primeros hallazgos se llevaron a cabo en el siglo XX, y la mayoría de los datos arqueológicos se derivan de la obtención de vestigios en las canteras del lugar.  La fuerte explotación de áridos, particularmente en la década de los 80, mostró un enorme número de restos, aunque muchos no pudieron ser recuperados debido a la ausencia de excavaciones sistemáticas, llevando a cabo solo campañas de urgencia de breve duración. 
A pesar de estas restricciones, el lugar arqueológico proporciona datos útiles acerca de las tradiciones, creencias y rituales de luto de las comunidades que lo ocuparon. Además, sus descubrimientos facilitan la formación de vínculos con otros depósitos de la región, particularmente en el área de cruce de los ríos Henares y Jarama. 
Los vestigios de cultura material del periodo Paleolítico fueron hallados principalmente en las irregularidades del suelo creadas de forma natural debido a la erosión del río con el paso del tiempo. Los materiales predominantes son el sílex, material que usaron de manera sistemática para su industria, y la cuarcita y el cuarzo. Entre las herramientas líticas encontramos lascas, buriles, bifaces, raspadores, y de restos faunísticos encontramos elefantes, un cráneo de vaca doméstica y ciervo. 
De la Edad de Bronce, se han encontrado fondos de cabaña, silos colmatados con restos óseos y cerámicos, así como vestigios de cremaciones en necrópolis. También se hallaron recipientes cerámicos enteros, restos óseos de animales, así como fragmentos de cerámica decorada, que reflejan tanto la vida cotidiana como prácticas rituales, las cuales incluían ofrendas de animales.  Además, se encontró un brazalete votivo de oro macizo de 24 quilates, datado en la Edad del Hierro, lo que sugiere la existencia de ceremonias religiosas o simbólicas en la zona. Esta pieza es considerada la primera joya de la orfebrería madrileña y se cree que fue adquirida a través de intercambio comercial o producido por un taller itinerante, ya que no existen evidencias de la existencia de talleres de fundición dentro del yacimiento arqueológico de La Torrecilla. 
En la era romana, la Torrecilla se transformó en un villa romana de gran relevancia. Pese a la ausencia de investigaciones sistemáticas, sus vestigios han sido conservados debido a su localización en áreas de cultivo y pastoreo. Por el momento, se ha identificado el área residencial, que consta de un patio y espacios vecinos, uno de los cuales cuenta con un ábside. No obstante, la falta de mosaicos figurados llama la atención de los arqueólogos. Entre los vestigios hallados destacan molinos circulares, restos constructivos y un osculatorio de bronce. 
El análisis de los restos arqueológicos datados a partir del siglo IV d. C. han permitido a los arqueólogos identificar evidencias sobre las causas del deterioro del asentamiento. Entre los hallazgos destacan una moneda de oro del emperador Honorio  y huesos de rata negra, elemento transmisor clave de enfermedades como la peste. A través de este descubrimiento, se ha concluido que esta epidemia pudo ser un factor determinante en el inicio de  su decadencia, ya que fue una de las patologías más devastadoras de toda la zona del  Mediterráneo. 
A pesar de esto, el lugar continuó ocupado durante varios siglos más. El territorio fue reutilizado y en parte de él, se situó la necrópolis visigoda El Jardinillo. En ella, se han encontrado material óseo, ajuares funerarios compuesto de objetos característicos de este periodo como broches de cinturón, cencerros, hebillas, y sepulturas orientadas hacia la zona este. 
De la Edad Media únicamente se cuenta con estructuras potenciales vinculadas con la actividad ganadera y algunas evidencias documentales donde se destaca su uso como un paraje del río comunitario. 

## Estado de conservación y musealización
El yacimiento de la villa romana de La Torrecilla ha experimentado un severo deterioro a causa del crecimiento de las explotaciones industriales y la extracción de áridos, lo que ha puesto en riesgo su preservación y ha complicado su investigación y excavación. 
A pesar de que se han planteado diversas estrategias para su musealización y preservación, estas no se han llevado a cabo a gran escala. Únicamente se pueden visitar algunas de las piezas halladas en este asentamiento en el Museo Arqueológico y Paleontológico de la Comunidad de Madrid o en el Museo de San Isidro. 